# Liste der Nummer-eins-Hits in der Schweiz (1977)
Dies ist eine Liste der Nummer-eins-Hits in der Schweiz im Jahr 1977. Sie basiert auf den Top 15 Singles der offiziellen Schweizer Hitparade. Es gab in diesem Jahr 11 Nummer-eins-Singles.

## Singles
| ← 1976 ← | Liste der Nummer-eins-Hits in der Schweiz | Liste der Nummer-eins-Hits in der Schweiz | Liste der Nummer-eins-Hits in der Schweiz                     | 1978 →                    |
| \| Zeitraum \| Wo. ges. \| Interpret \| Titel Autor(en) \| Zusätzliche Informationen \| \| (Zeitraum, Wochen auf Platz eins, Interpret, Titel, Autor[en], zusätzliche Informationen) \| \| \| \| \| \| ----------------------------------------------------------------------------------------- \| -------- \| --------------------------- \| ------------------------------------------------------------- \| ------------------------- \| \| 15. Oktober 1976 – 21. Januar 1977 14 Wochen \| 14 \| Boney M. \| Daddy Cool Musik: Frank Farian; Text: George Reyam \| – \| \| 22. Januar 1977 – 11. Februar 1977 3 Wochen \| 3 \| Costa Cordalis \| Anita Musik: Costa Cordalis; Text: Jean Frankfurter \| – \| \| 12. Februar 1977 – 1. April 1977 7 Wochen \| 7 \| Smokie \| Living Next Door to Alice Nicky Chinn, Michael Donald Chapman \| – \| \| 2. April 1977 – 3. Juni 1977 9 Wochen \| 9 \| Pepe Lienhard Band \| Swiss Lady Peter Reber \| – \| \| 4. Juni 1977 – 17. Juni 1977 2 Wochen \| 2 \| Lynsey de Paul & Mike Moran \| Rock Bottom Lynsey de Paul, Michael Moran \| – \| \| 18. Juni 1977 – 8. Juli 1977 3 Wochen \| 3 \| Boney M. \| Ma Baker Frank Farian, Fred Jay, George Reyam \| – \| \| 9. Juli 1977 – 2. September 1977 8 Wochen \| 8 \| Baccara \| Yes Sir, I Can Boogie Musik: Rolf Soja; Text: Frank Dostal \| – \| \| 3. September 1977 – 16. September 1977 2 Wochen \| 2 \| Space \| Magic Fly Didier Marouani \| – \| \| 17. September 1977 – 4. November 1977 7 Wochen \| 7 \| Umberto Tozzi \| Ti amo Giancarlo Bigazzi, Umberto Tozzi \| – \| \| 5. November 1977 – 18. November 1977 2 Wochen \| 2 \| Richard Clayderman \| Ballade pour Adeline Paul Marie Andre de Senneville \| – \| \| 19. November 1977 – 27. Januar 1978 10 Wochen \| 10 \| Boney M. \| Belfast Joe Menke, Drafi Deutscher, Jimmy Bilsbury \| – \| |                                           |                                           |                                                               |                           |
| ← 1976 |                                           |                                           |                                                               | → 1978 →                  |
| Zeitraum | Wo. ges.                                  | Interpret                                 | Titel Autor(en)                                               | Zusätzliche Informationen |
| (Zeitraum, Wochen auf Platz eins, Interpret, Titel, Autor[en], zusätzliche Informationen) |                                           |                                           |                                                               |                           |
| 15. Oktober 1976 – 21. Januar 1977 14 Wochen | 14                                        | Boney M.                                  | Daddy Cool Musik: Frank Farian; Text: George Reyam            | –                         |
| 22. Januar 1977 – 11. Februar 1977 3 Wochen | 3                                         | Costa Cordalis                            | Anita Musik: Costa Cordalis; Text: Jean Frankfurter           | –                         |
| 12. Februar 1977 – 1. April 1977 7 Wochen | 7                                         | Smokie                                    | Living Next Door to Alice Nicky Chinn, Michael Donald Chapman | –                         |
| 2. April 1977 – 3. Juni 1977 9 Wochen | 9                                         | Pepe Lienhard Band                        | Swiss Lady Peter Reber                                        | –                         |
| 4. Juni 1977 – 17. Juni 1977 2 Wochen | 2                                         | Lynsey de Paul & Mike Moran               | Rock Bottom Lynsey de Paul, Michael Moran                     | –                         |
| 18. Juni 1977 – 8. Juli 1977 3 Wochen | 3                                         | Boney M.                                  | Ma Baker Frank Farian, Fred Jay, George Reyam                 | –                         |
| 9. Juli 1977 – 2. September 1977 8 Wochen | 8                                         | Baccara                                   | Yes Sir, I Can Boogie Musik: Rolf Soja; Text: Frank Dostal    | –                         |
| 3. September 1977 – 16. September 1977 2 Wochen | 2                                         | Space                                     | Magic Fly Didier Marouani                                     | –                         |
| 17. September 1977 – 4. November 1977 7 Wochen | 7                                         | Umberto Tozzi                             | Ti amo Giancarlo Bigazzi, Umberto Tozzi                       | –                         |
| 5. November 1977 – 18. November 1977 2 Wochen | 2                                         | Richard Clayderman                        | Ballade pour Adeline Paul Marie Andre de Senneville           | –                         |
| 19. November 1977 – 27. Januar 1978 10 Wochen | 10                                        | Boney M.                                  | Belfast Joe Menke, Drafi Deutscher, Jimmy Bilsbury            | –                         |

## Jahreshitparade
| ← 1976 ← | Liste der Nummer-eins-Hits in der Schweiz                                                              | Liste der Nummer-eins-Hits in der Schweiz | Liste der Nummer-eins-Hits in der Schweiz | 1978 →   |
| \| Position# \| Singles \| \| --------- \| ------------------------------------------------------------------------------------------------------ \| \| 1 \| Living Next Door to Alice Smokie Nicky Chinn, Michael Donald Chapman \| \| 2 \| Swiss Lady Pepe Lienhard Band Peter Reber \| \| 3 \| Ti amo Umberto Tozzi Giancarlo Bigazzi, Umberto Tozzi \| \| 4 \| Don’t Cry for Me Argentina Julie Covington Musik: Andrew Lloyd Webber; Text: Timothy Miles Bindon Rice \| \| 5 \| Yes Sir, I Can Boogie Baccara Musik: Rolf Soja; Text: Frank Dostal \| \| 6 \| Lailola Donatella Musik: Ramon Farran Sanchez; Text: Ramon Farran Sanchez, Lucia Graves Pritchard \| \| 7 \| Ma Baker Boney M. Frank Farian, Fred Jay, George Reyam \| \| 8 \| Anita Costa Cordalis Musik: Costa Cordalis; Text: Jean Frankfurter \| \| 9 \| Knowing Me, Knowing You ABBA Benny Goran Bror Andersson, Björn K. Ulvaeus, Stikkan Anderson \| \| 10 \| Ballade pour Adeline Richard Clayderman Paul Marie Andre de Senneville \| | |                                           |                                           |          |
| ← 1976 | |                                           |                                           | → 1978 → |
| Position# | Singles                                                                                                |                                           |                                           |          |
| 1 | Living Next Door to Alice Smokie Nicky Chinn, Michael Donald Chapman                                   |                                           |                                           |          |
| 2 | Swiss Lady Pepe Lienhard Band Peter Reber                                                              |                                           |                                           |          |
| 3 | Ti amo Umberto Tozzi Giancarlo Bigazzi, Umberto Tozzi                                                  |                                           |                                           |          |
| 4 | Don’t Cry for Me Argentina Julie Covington Musik: Andrew Lloyd Webber; Text: Timothy Miles Bindon Rice |                                           |                                           |          |
| 5 | Yes Sir, I Can Boogie Baccara Musik: Rolf Soja; Text: Frank Dostal                                     |                                           |                                           |          |
| 6 | Lailola Donatella Musik: Ramon Farran Sanchez; Text: Ramon Farran Sanchez, Lucia Graves Pritchard      |                                           |                                           |          |
| 7 | Ma Baker Boney M. Frank Farian, Fred Jay, George Reyam                                                 |                                           |                                           |          |
| 8 | Anita Costa Cordalis Musik: Costa Cordalis; Text: Jean Frankfurter                                     |                                           |                                           |          |
| 9 | Knowing Me, Knowing You ABBA Benny Goran Bror Andersson, Björn K. Ulvaeus, Stikkan Anderson            |                                           |                                           |          |
| 10 | Ballade pour Adeline Richard Clayderman Paul Marie Andre de Senneville                                 |                                           |                                           |          |